# Alicia López
Alicia López Verdú (20 de abril de 1976, Alicante) es una exjugadora española de baloncesto, retirada en el año 2010

## Palmarés Clubes
- 5 Ligas
- 4 Copas de la Reina

## Palmarés con la selección española
- Eurobasket 2001 ( Francia)